# Gimmigela Chuli
Le Gimmigela Chuli est un sommet de l'Himalaya, sur la frontière indo-népalaise, entre le district de Taplejung et l'État indien du Sikkim, atteignant 7 350 mètres d'altitude. Il est situé à environ 4 km au nord du Kangchenjunga (8 586 m), troisième plus haut sommet sur Terre.
Sa première ascension est effectuée en octobre 1995 par une expédition japonaise.